# 惡地

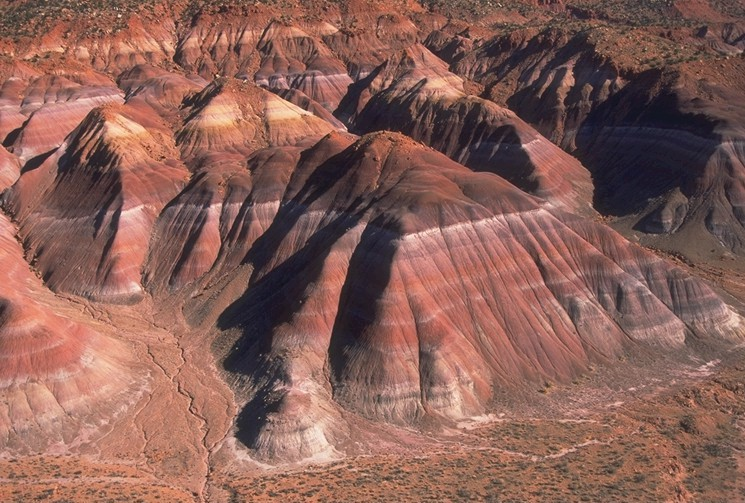
美國猶他州南部大階梯－埃斯卡蘭特國家保護區內的秦里惡地（Chinle）。

惡地（英語：Badlands）或平頂山，是指鬆軟沉積岩和富含黏土的土壤大範圍的被風和水侵蝕的後的乾燥地勢。這種地勢的特徵是陡坡、極稀疏植被、缺少實質性的風化層，以及高密度的引流。惡地地勢可能與火山岩形成的熔岩区（Malpaís）地勢類似。峽谷、溝谷、沖蝕溝、奇形岩等地形在惡地中相當常見，並且一般來說難以步行通過。惡地地形通常有壯觀的黑色/藍色煤紋與明亮的土紅色火山渣交替出現的顏色分布。

## 組成
惡地的其中一個特徵就是極薄甚至根本不存在的風化層。在乾燥氣候區的惡地風化層可能都相當類似。在這些區域的最上土壤層（厚度1到5公分）通常是由淤泥、頁岩和沙（風化頁岩的副產物）。這一薄層可以是緊密的外層，也可以是許多不規則的小塊狀體組成的鬆軟外層。風化層之下是厚度5到10公分的子層。更下方則是厚度10到40公分的過度性碎片層，這一層絕大多數成分都是鬆散的破碎頁岩體 。最底層是尚未風化的頁岩。這樣的惡地地形主要在曼柯斯頁岩、布魯爾組、卡德隆組形成，並且省立恐龙公园內的惡地地形也符合前述特性。
但是，在乾旱程度較低的區域，表面風化層的特性可以很明顯不同。在這樣氣候區的部分惡地地形不存在表面風化層，而是被砂岩等一層裸露岩石覆蓋。其他的惡地地形可能是外圍有一層黏土的風化層，甚至可能有地衣或藻類。
惡地地形的表面缺乏明顯的風化層，也往往明顯缺乏植被。惡地地形缺乏植被可能是缺乏主要風化層的結果。

## 形成

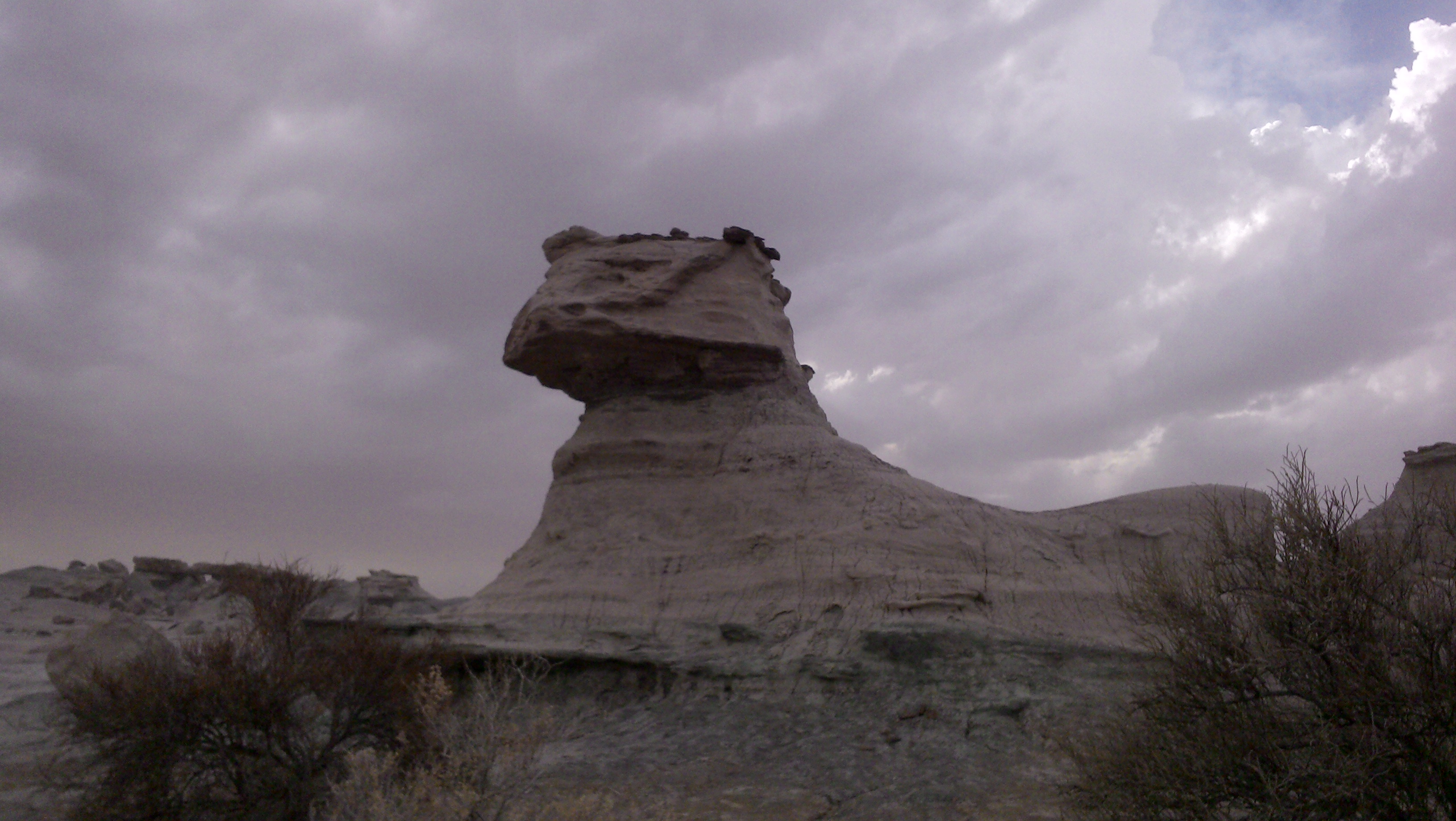
月亮谷的猫型岩石

惡地的形成主要是沉積和侵蝕作用造成的結果。沉積作用會隨時間累積礦物層。海洋、河流或熱帶地區等不同環境會造成黏土、淤泥、沙等不同種類的沉積物。例如南达科他州惡地國家公園就經歷了從白堊紀經始新世到漸新世共4,700萬年的沉積作用，導致明顯不同的各沉積地層形成，成為地質學上叠覆律的戲劇性地表現。一旦沉積物質都凝固後，就會開始明顯受到侵蝕。有些資料錯誤地稱惡地的侵蝕率是固定的每年約一英吋。實際上，較準確的侵蝕率取決於沉積物質之間的位置而不同。研究人員在惡地國家公園進行了3年的研究以更加了解公園內特定惡地的侵蝕率。

## 位置

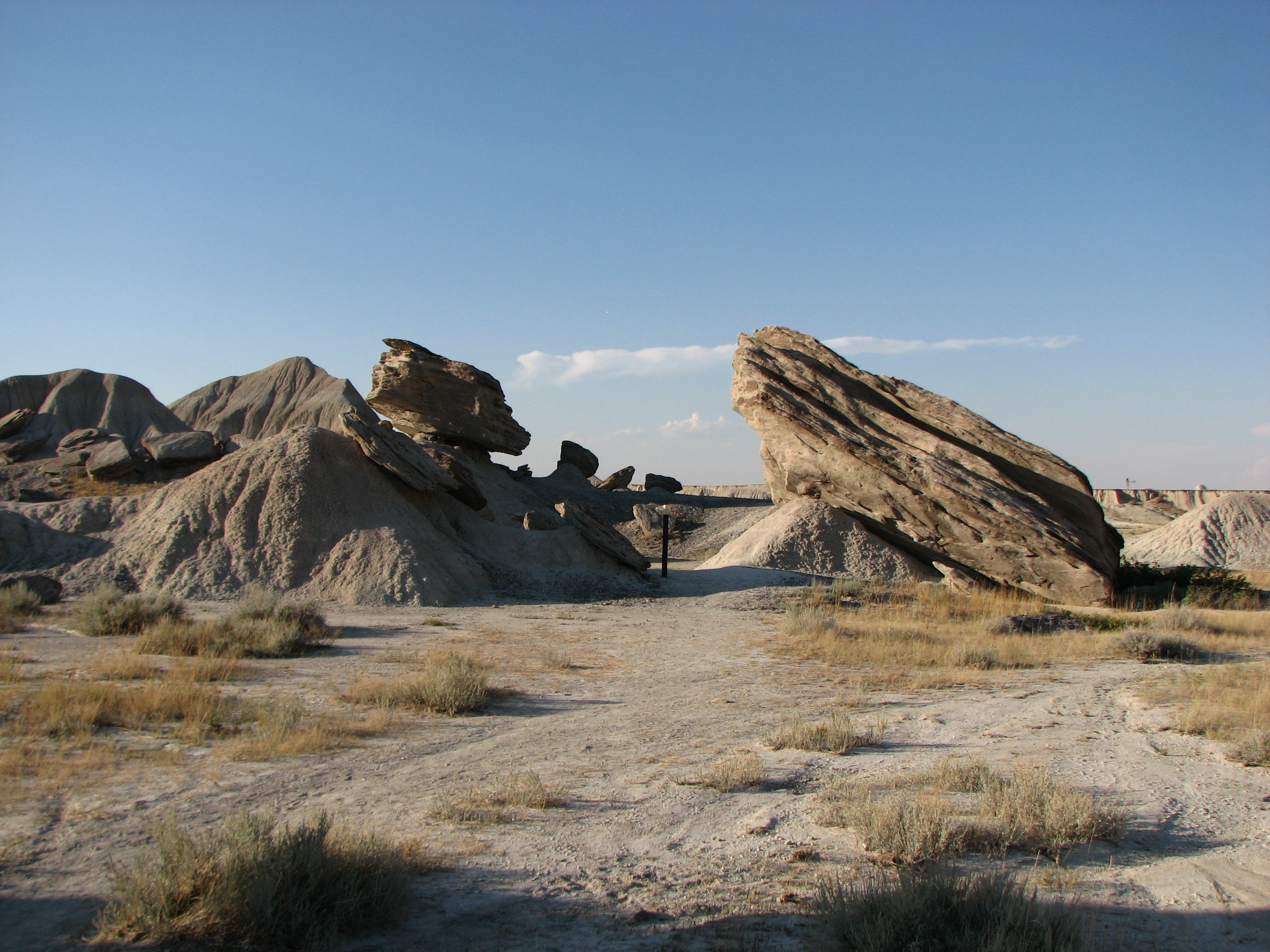
美國內布拉斯加州西北部毒蕈地質公園。

一些最有名的惡地地形在美國和加拿大。在美國，蒙大拿州的馬科施卡州立公園和南達科他州的惡地國家公園一系列大範圍的惡地地層。猶他州亨利山脈區海拔約1,500公尺高處可見到暴露的白堊紀和侏儸紀頁岩。北達科他州西部的西奥多·羅斯福國家公園包含了三個地理上互相分離的三個惡地區域。其他惡地地形常見區域有內布拉斯加州西北方奧格拉拉國家草原內的毒蕈地質公園。科羅拉多州和猶他州恐龍國家紀念區也屬於惡地地形。懷俄明州納特羅納縣也有一個小範圍的惡地 Hell's Half-Acre。另外在懷俄明州西南部也有多處惡地存在，例如派恩附近、莱曼附近 Bridger Valley，和尤因塔山脈附近的芒廷维尤。
新墨西哥州西部的馬爾派斯國家紀念區以西班牙語的惡地「Malpaís」命名。
加拿大薩斯喀徹溫的大泥濘惡地因為曾是許多法外之徒躲藏的地方而惡名昭彰。艾伯塔也有一個大範圍的惡地，尤其是省立恐龙公园所在的紅鹿河河谷；以及加拿大皇家蒂勒尔博物馆所在的德蘭赫勒。

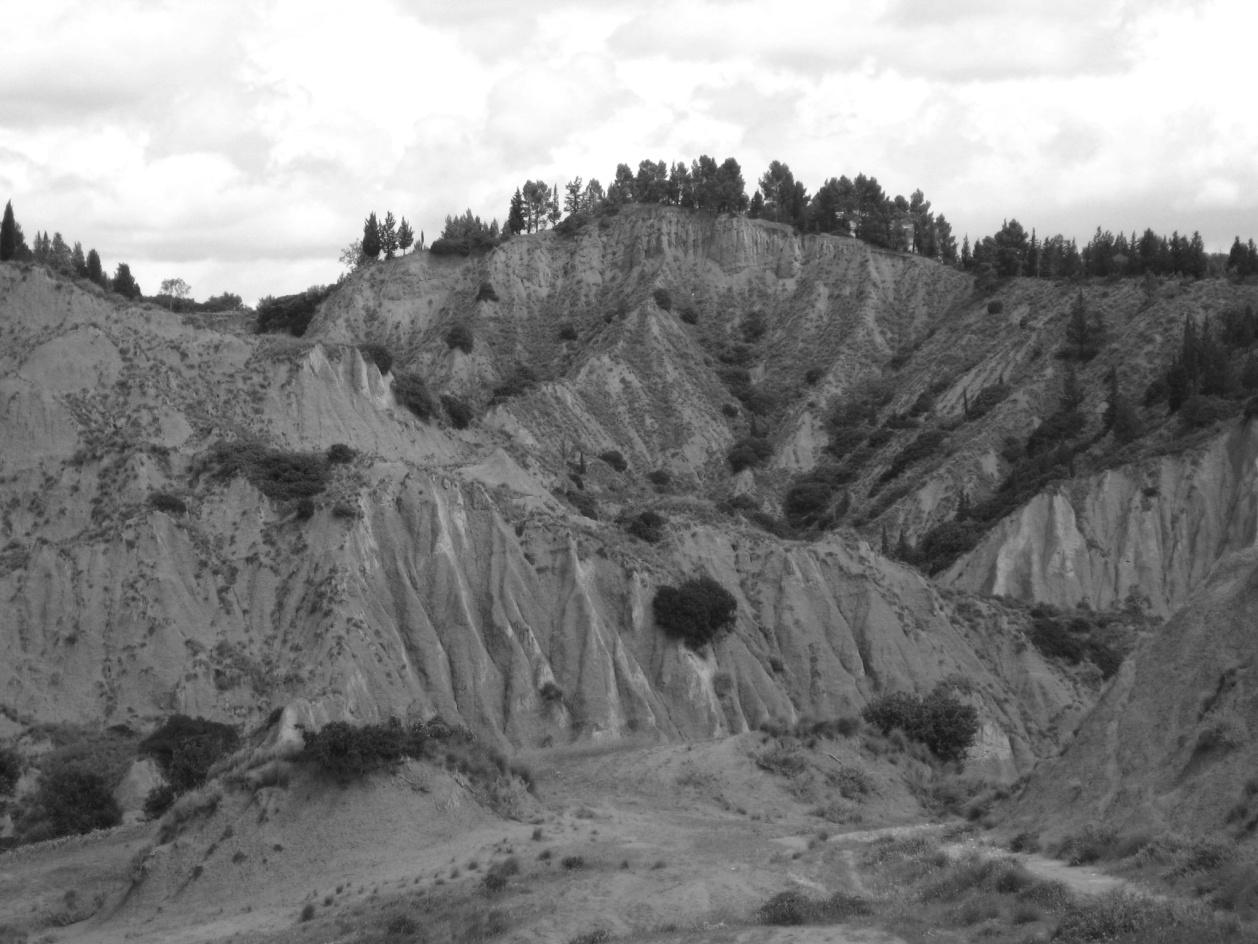
義大利巴斯利卡塔大區的阿利亚诺的惡地。

在紐西蘭北島南端一個山頂附近小溪谷源頭有一個很有名的惡地，即普唐伊魯阿峰。該區域是由一個古老的沖積扇礫岩受侵蝕而形成。
惡地在歐洲也有許多例子。在義大利，惡地被稱為「Calanchi」。可以在巴斯利卡塔大區的阿利亚诺和托斯卡纳大區的奥尔恰谷找到，該惡地被義大利列為文化遺產；而西班牙图德拉附近的巴德纳斯雷尔勒斯、位於塔韦尔纳斯的塔韦纳斯沙漠，可能包含阿拉贡自治区的曼格羅斯。
阿根廷圣胡安省伊沙瓜拉斯托是阿根廷中西部許多惡地的其中一個例子。該區域是世界上唯一一個幾乎所有三疊紀地層沉積順序未受干擾的地方。
南台灣古亭坑層的惡地厚度數公里，並且面積超過10萬公頃。
雖然大多數惡地地形是自然因素形成，但也有因為人類不當利用而形成的例子，例如西班牙北部拉斯梅德拉斯由於古羅馬時代的金礦開採、加拿大安大略卡利登的切爾滕納姆荒地源自是過度放牧造成土地退化。

## 圖集

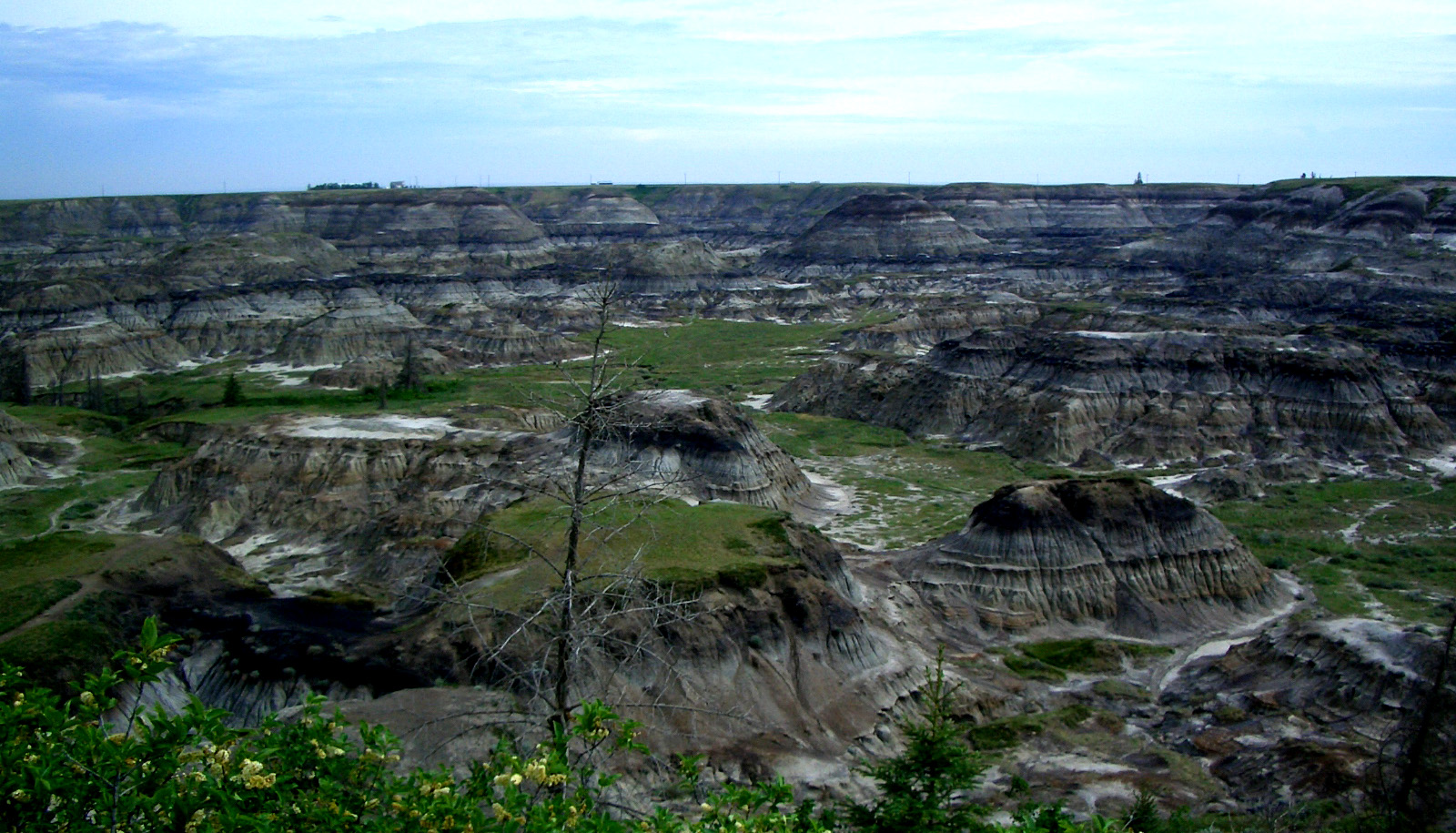
加拿大亞伯達省德蘭赫勒（英语：Drumheller）附近的惡地。
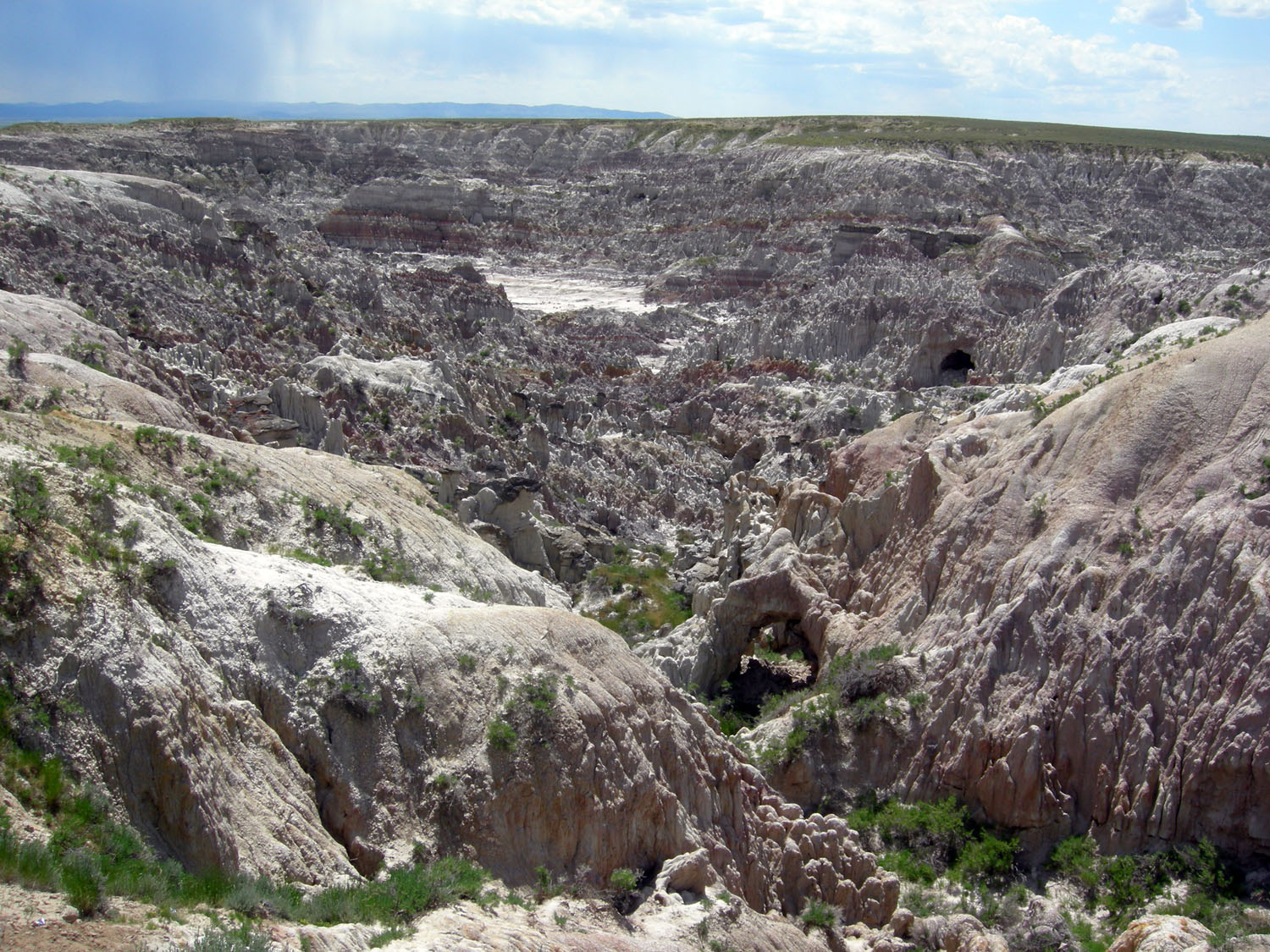
美國懷俄明州 Hell's Half-Acre（英语：Hell's Half Acre (Wyoming)） 區域內的惡地。
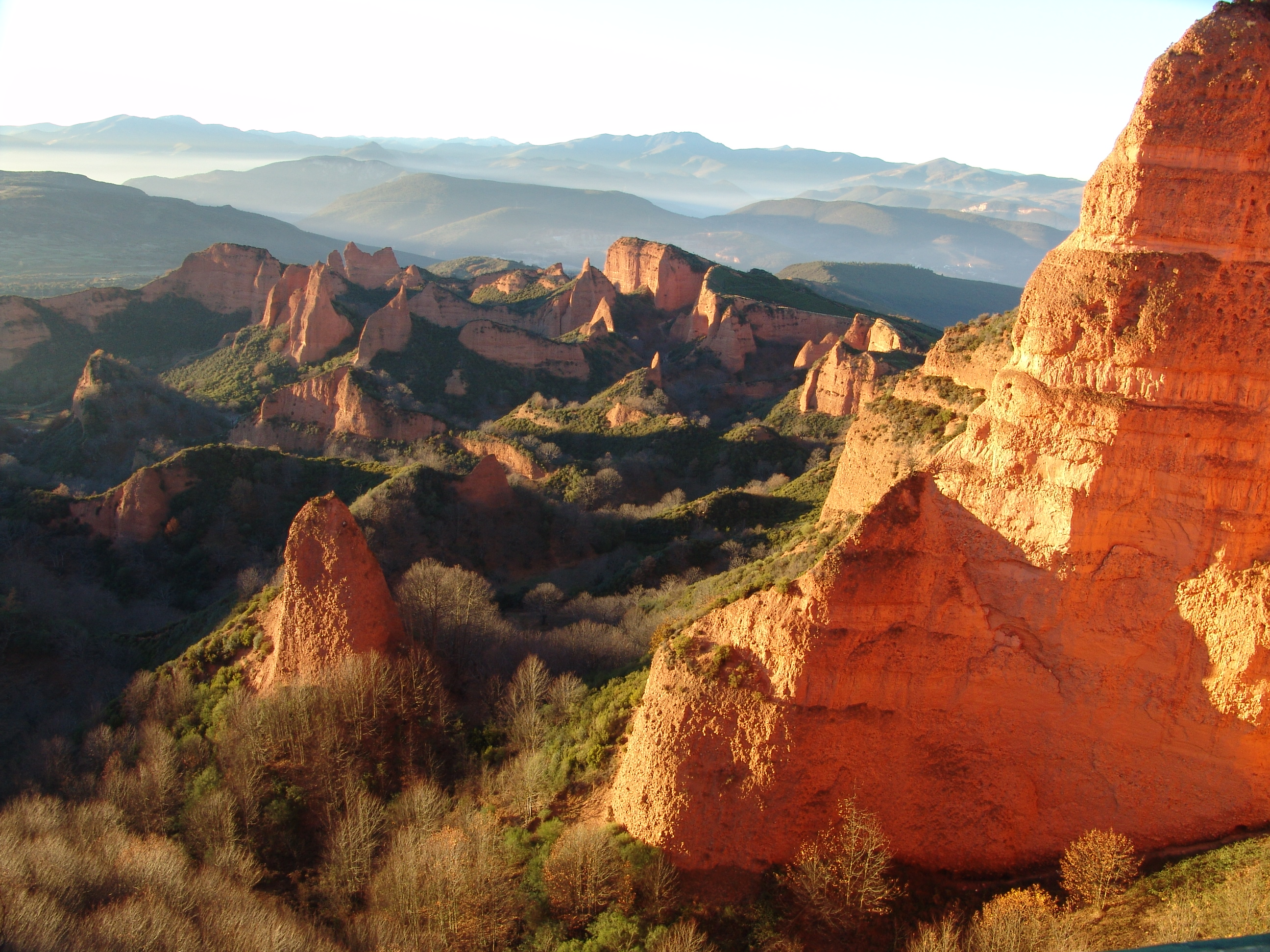
西班牙拉斯梅德拉斯全景。
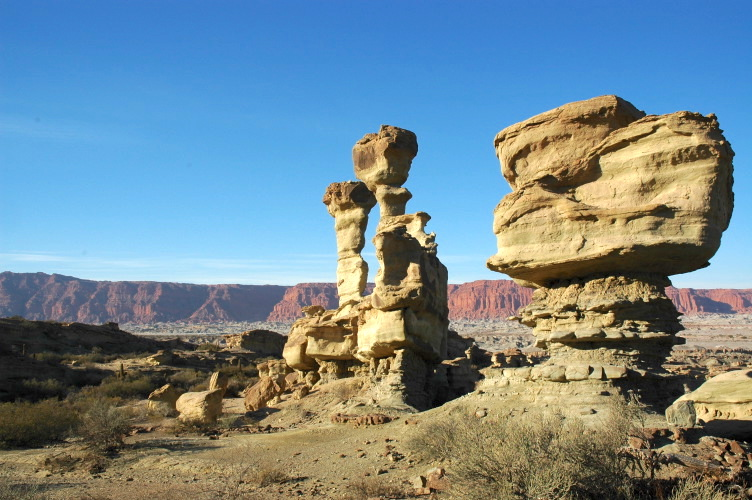
阿根廷圣胡安省月亮谷。
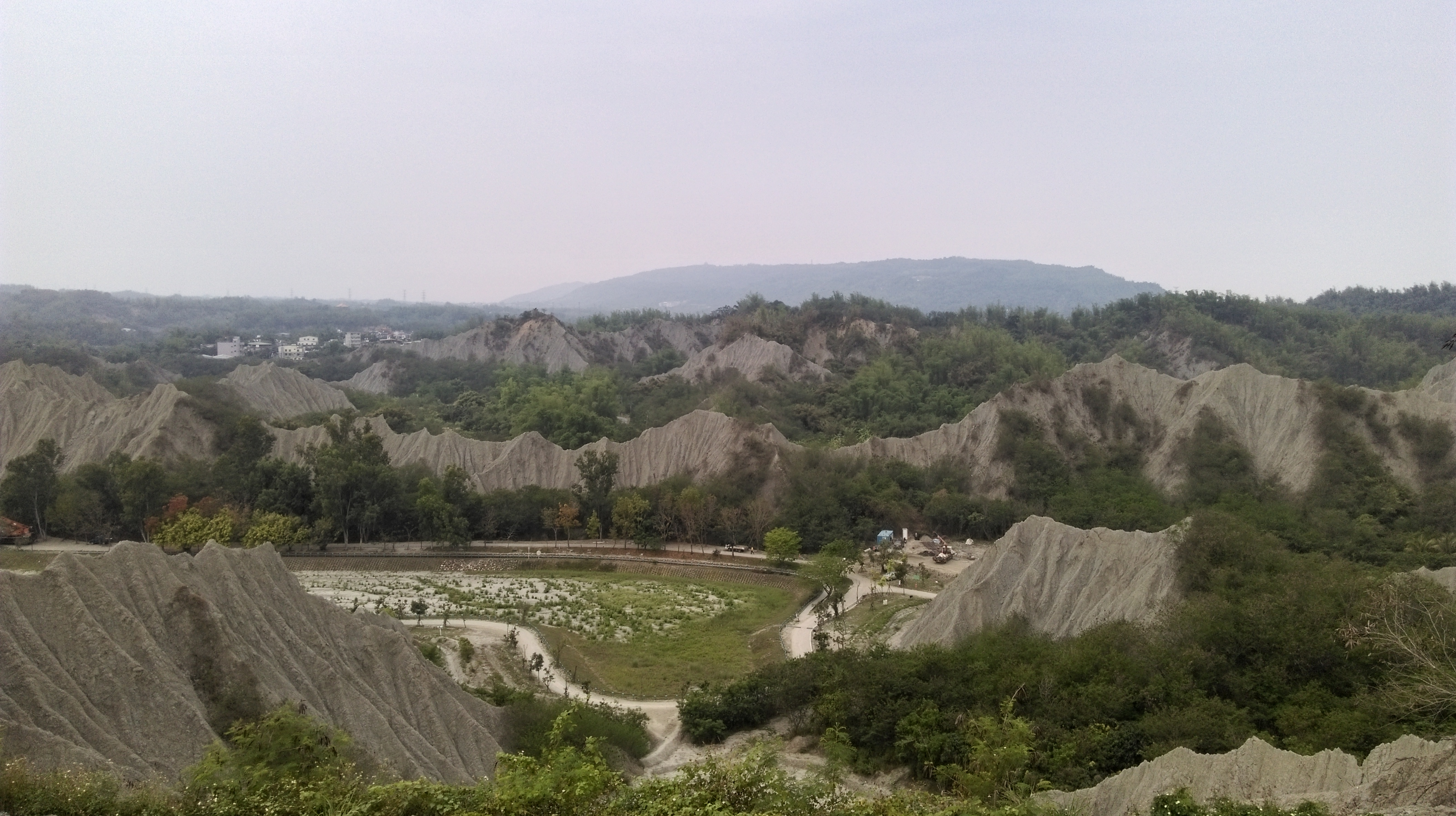
台灣高雄市的田寮月世界。

## 參看
- 月世界
- 泥火山

## 外部連結
- Badlands National Park Official Site （页面存档备份，存于）
- The Badlands: Nature’s Time Capsule （页面存档备份，存于） – Interesting documentary about the badlands of South Dakota.